# Nerocila trivittata
Nerocila trivittata es una especie de crustáceo isópodo marino del género Nerocila, familia Cymothoidae. Fue descrita científicamente por Bleeker en 1857.

## Distribución
Esta especie se encuentra en Indonesia.